# Jordy
Jordy  Claude Daniel Lemoine (Saint-Germain-en-Laye, Yvelines, 1988. január 14. –) francia énekes és zenész, aki a Dur Dur D’être Bébé! című dallal vált ismertté 4 éves korában.

## Pályafutása
Jordy a Guinness rekordok könyve szerint a legfiatalabb énekes, aki négy és fél évesen a slágerlisták 1. helyezéséig jutott "Dur Dur D'etre Bebe" című dalával. A dal 15 hétig volt az 1. helyen Franciaországban, valamint felkerült az amerikai, Brazil, Bolíviai, Kolumbiai és Japán listákra is. Európában is számos sikereket ért el a dal. Jordy olyan népszerű volt, hogy egy Venezuelai TV-showban még Jordy hasonmásversenyt is rendeztek.
1994-ben a francia kormány betiltotta a 6 éves Jordynak a televíziós és rádiós fellépéseket amiatt, mert szerintük a szülők kihasználták fiuk sikereit. 1996-ban Jordy szülei elváltak, így a magántanulóvá vált fiú újból visszaülhetett a padba, a többi iskolás gyerek közé.
Több mint tíz év után tért vissza a reflektorfénybe 2005. április 30-án a francia televíziós show La Ferme Célébrités jóvoltából, melynek része egy verseny volt, melyet 2005.június 28-án meg is nyert.
2006-ban 12 év után Jordy új albummal jelentkezett, melyet újonnan megalapított csapatával a Jordy és a Dixies-szel együtt készített el. Az album a "Je't apprendrai" címet kapta.

### Albumok
- Pochette Surprise (1992)
- Potion Magique (1993)
- Récréation  (1995)

### Kislemezek
| Év   | Dal                              | Legjobb slágerlista helyezés | Legjobb slágerlista helyezés | Legjobb slágerlista helyezés | Legjobb slágerlista helyezés | Legjobb slágerlista helyezés | Legjobb slágerlista helyezés | Legjobb slágerlista helyezés | Legjobb slágerlista helyezés | Legjobb slágerlista helyezés | Legjobb slágerlista helyezés | Legjobb slágerlista helyezés | Legjobb slágerlista helyezés | Legjobb slágerlista helyezés | Album             |
| Év   | Dal                              | Franciaország                | Spanyolország                | Finnország                   | Ausztria                     | Belgium                      | Hollandia                    | Norvégia                     | Új-Zéland                    | Svédország                   | Svájc                        | Ausztrália                   | US Hot 100                   | US Latin                     | Album             |
| ---- | -------------------------------- | ---------------------------- | ---------------------------- | ---------------------------- | ---------------------------- | ---------------------------- | ---------------------------- | ---------------------------- | ---------------------------- | ---------------------------- | ---------------------------- | ---------------------------- | ---------------------------- | ---------------------------- | ----------------- |
| 1992 | "Dur Dur D’être Bébé!"           | 1                            | 1                            | 2                            | 3                            | 3                            | 3                            | 5                            | 11                           | 14                           | 20                           | 37                           | 58                           | 11                           | Pochette Surprise |
| 1993 | "Alison (C’est Ma Copine A Moi)" | 1                            | —                            | 22                           | —                            | —                            | —                            | —                            | —                            | —                            | —                            | —                            | —                            | —                            | Pochette Surprise |
| 1993 | "Les Boules"                     | 13                           | —                            | —                            | —                            | —                            | —                            | —                            | —                            | —                            | —                            | —                            | —                            | —                            | Pochette Surprise |
| 1993 | "It’s Christmas, C’est Noël"     | 18                           | —                            | —                            | —                            | —                            | —                            | —                            | —                            | —                            | —                            | —                            | —                            | —                            | Potion Magique    |
| 1994 | "Love Love Dance"                | —                            | —                            | —                            | —                            | —                            | —                            | —                            | —                            | —                            | —                            | —                            | —                            | —                            | Potion Magique    |
| 1994 | "Petit Papa Noël"                | —                            | —                            | —                            | —                            | —                            | —                            | —                            | —                            | —                            | —                            | —                            | —                            | —                            | Potion Magique    |
| 1995 | "Coolman"                        | —                            | —                            | —                            | —                            | —                            | —                            | —                            | —                            | —                            | —                            | —                            | —                            | —                            | Récréation        |
| 2006 | "Je t’Apprendrai"                | 45                           | —                            | —                            | —                            | —                            | —                            | —                            | —                            | —                            | —                            | —                            | —                            | —                            | (nem album dal)   |

## Külső hivatkozások
- Jordy on MySpace
- Jordy's listing at BCSD Archiválva 2007. szeptember 27-i dátummal a Wayback Machine-ben